# كازوناري آبي
كازوناري آبي (باليابانية: 阿部和成؛ بالكانا: あべ かずなり) هو لاعب كرة قاعدة ياباني، ولد في 19 مايو 1989 في أوموتا في اليابان.

## وصلات خارجية
- كازوناري آبي على موقع الدوري الياباني لكرة القاعدة (الإنجليزية)
- كازوناري آبي على موقعبيزبول رفرنس.كوم (الدوري الثانوي) (الإنجليزية)